# セルゲイ・グリツェヴェーツ
セルゲイ・イワーノヴィチ・グリツェヴェーツ（ロシア語: Сергей Иванович Грицевец, ラテン文字転写: Sergei Ivanovich Gritsevets, 1909年7月6日（グレゴリオ暦7月19日） - 1939年9月16日）は、ソ連の技術者、軍人、エース・パイロット。スペイン内戦、ノモンハン事件で活躍。ソ連邦英雄（2回）。

## 生涯
ミンスク県ノヴォグルドク郡
（現ベラルーシブレスト州バラーナヴィチ地区ノヴォミシュキー村委員会）の貧農出身。幼くして母と二人の兄を失う。第一次世界大戦で戦火を逃れ、シュミカ（現クルガン州シュミキンスキー地区）に移住、そこで十代を過ごす。父イワンが鉄道整備士の職を得るとセルゲイも後に続き、鉄道学校で7年間教育をうけたのちシュミカ駅で勤務。1927年、ズラトウーストに移り住む。工場実習学校の冶金技術夜間部門を卒業、組立工として働く。
1930年、業績が評価され、労働組合活動の管区研修を受ける。研修終了後、工場実習学校コムソモールの委員長に選出。翌年には工場コムソモールの委員会書記、宣伝部長を経て、ズラトウースト管区コムソモール指導者に選出された。これは同時に特別作業隊第一大会代表となる事を意味していた。
1931年4月1日、コムソモールの推薦を受け、オレンブルクの第三軍事航空学校に入学。また同年、ソ連共産党に入党している。
1932年9月、キエフ軍管区戦闘航空団第5航空旅団第3航空隊附。1933年12月、クラスノグヴァルジェイスク（現ガッチナ）飛行場の第1赤旗軍レーニン名称戦闘航空隊班長。1934年、飛行隊はザバイカル軍管区に移転。
1936年、I-16 6機でボチカレヴォ～スパッスク＝ダリニー間を道中ハバロフスクで着陸しながらも3時間10分で飛行する記録を出す。

### スペイン航空戦
1938年6月10日、スペイン内戦に派遣。スペイン共和国空軍第21集団第5航空隊（長：ジュリオ・ペレイロ・ペレス
）の所属となる。8月より同航空隊長。10月4日までに個人・共同合わせ18機を撃墜したとされる（諸説あり、後述）。このうち、最後の10月4日に撃墜したBf.109はオットー・ベルトラム大尉（22機撃墜）と考えられている。
また、ミハイル・マスロフや秦郁彦によると、スペイン派遣前はソ連空軍志願隊にも参加しており、4月29日、漢口上空の空戦で1機を撃墜したとされるが、他の資料で志願隊に参加した事実は確認できず、詳細は不明。
1938年12月31日、上級中尉から少佐へと2階級特進、更に1939年2月22日、ソ連邦英雄称号を受章。

### ノモンハン航空戦
1939年5月29日、混成飛行連隊長としてヤーコフ・スムシュケーヴィチ空軍司令官率いる47名の熟練パイロットとともに制空権奪還のため鉄道でモンゴルへ派遣された。6月頭に到着し、試験飛行を経て前進配備された。第100混成旅団隷下の第70戦闘機連隊長・ヴァチャスラフ・サバルエフ少佐に助言を行う立場であった。
同月25日（日本側の記録では26日）、第22連隊長グリゴーリー・クラフチェンコ少佐の発案で航空攻勢を実施することとなり、サバルエフ少佐とともに主攻撃部隊の指揮を担うこととなる。I-16およびI-15bis 40機はハマル・ダバ台地上空にて加藤敏雄中佐率いる飛行第1戦隊の97式戦闘機17機と会敵するが、加藤中佐らは交戦を避けて母基地の方向へ遁走していった。この加藤中佐の編隊は囮であり、ハルハ河東70キロまで追撃したところで飛行第11戦隊および24戦隊の40機が飛来。I-16 4機が撃墜され、サバルエフ少佐機も被弾し、日本軍占領地域内に胴体着陸した。満州国軍騎兵隊が迫る中、グリツェヴェーツは強行着陸しサバルエフ少佐を操縦席の中に押し込めると、上空からポロズとバラショーフの掩護射撃を受けながら離陸し、20分ほど低空飛行してタムスク基地に辿り着いた。
6月27日午前6時、飛行第61戦隊の97式重爆9機、飛行第12戦隊のイ式重爆12機、飛行第10戦隊および第16戦隊の97式軽爆9機、97式戦闘機74機がバイン・ブルドゥ・ヌル上空に飛来。グリツェヴェーツは、攻撃を受けている最中に離陸すれば返り討ちを受けることを理解していたため、I-16のエンジンの下でやり過ごした。空爆前の70連隊の稼働機は63機であったが、迎撃に上がった47機のうちI-16 9機、I-15bis 5機が撃墜されたほか、地上で多数が破壊され、稼働機は18機しか残らなかった。この結果、スムシュケーヴィチ中将の判断によりサバルエフ少佐は更迭され、70連隊の指揮は一時的にグリツェヴェーツが担う事となった。
7月25日、ハマル・ダバ台地にて第70戦闘機連隊I-16 40機およびI-15bis 5機は飛行第1戦隊、第11戦隊80機と交戦。更にI-16 78機（第70戦闘機連隊32機、第56戦闘機連隊46機）も加勢し、1時間以上にわたる大規模な空戦となった。この最中、グリツェヴェーツは8名の熟練パイロットを選抜し、当時最新式でまだ情報秘匿していたI-153に搭乗させ、日本機を陽動する作戦に出た。鈍速のI-15bisと勘違いした日本機は西方へとおびき寄せられ、距離が詰まったところを旋回して返り討ちにし、2機を撃墜したとされる。ディミタール・ネディアルコフによると、この時I-153は主脚を格納していたが、I-15bisと勘違いさせるため主脚を出したまま陽動していたという話もある。ただし、I-153の主脚は手動クランクのため、後者のエピソードは疑わしい。双方の被害状況は公式には、ソ連側がI-16 4機、日本側が97式戦闘機2機（辰巳清繁曹長、高松春二伍長）が撃墜され、5機が撃破された。
公式では138回任務につき、30回以上の空中戦に参加、12機撃墜を報告した。
8月29日、22連隊長クラフチェンコとともにソ連初の二重英雄となる。

### 事故死
9月12日、20名のパイロットたちと17日のポーランド侵攻に参加するためウクライナへと向かった。
15日、第11軍航空隊司令へと栄転したエフゲニー・ベレツキー大佐に代わり白ロシア軍管区第58航空旅団長となった。
翌16日17時45分、軍管区の軍事評議会の打ち合わせに向かうため、ウラジーミル・キタエフ（Владимир Китаев）少佐とともにヴィーツェプスク州ボルバソヴォ飛行場からI-15でミンスク州マチュリシへと向かった。会議を終えボルバソヴォに帰投したが、滑走路を逆走した第21戦闘機連隊長ピョートル・イヴァノヴィチ・ハラ（Пётр Иванович Хара）少佐の機体と衝突。プロペラで体を切断され即死した。

## 撃墜記録
グリツェヴェーツの撃墜数は単独・共同合わせて40機、あるいは42機とされる。しかし、実際の正確な撃墜数は各研究者によって見解が分かれる。特に、スペイン内戦当時、記録する際の個人と共同の撃墜の区別基準は部隊によって曖昧で、グリツェヴェーツの隊では全て共同と記してあったため、調査は困難となっている。
以下、スペインを中心とした各説を挙げる。
- ミハイル・マスロフ - 中国で1機、スペインで7機、ノモンハンで20機単独撃墜。
- アンドレイ・シモノフとニコライ・ボドリーキン - 単独4機と共同13機、もしくは単独6機と共同11機を含む合計30[23][24][25]
- S・アブソロフ - 88回出撃、空中戦42回、単独6機。
- ミハイル・ビコフ - 出撃・空戦回数はアブソロフと同様。単独7機、共同24機、あるいは単独6機と共同14機[26]。

また、ノモンハンでの撃墜数は本人の自己申告により単独12機というのが公式だが、ビコフによればうち2回は共同で、またネディアルコフによるともう2機の単独撃墜数がある。
以下、ビコフの説による撃墜数（うち1939年8月21日の2機はネディアルコフ説）を列記する。
| 撃墜記録数 | 撃墜記録数 | 撃墜記録数               | 撃墜記録数    | 撃墜記録数                           |
| № п/п      | 日付       | 機種                     | 場所          | 備考                                 |
| ---------- | ---------- | ------------------------ | ------------- | ------------------------------------ |
| 1          | 1938.7.6   | メッサーシュミット Bf109 |               | 単独                                 |
| 2          | 1938.7.6   | メッサーシュミット Bf109 |               | 単独                                 |
| 3          | 1938.7.9   | メッサーシュミット Bf109 |               | 単独                                 |
| 4          | 1938.7.13  | フィアット CR.32         | ヴァルボンヌ  | 単独                                 |
| 5          | 1938.7.18  | フィアット CR.32         | ウィーバー    | 単独                                 |
| 6          | 1938.7.18  | フィアット CR.32         | ウィーバー    | 単独                                 |
| 7          | 1938.7.20  | メッサーシュミット Bf109 |               | 部隊共同                             |
| 8          | 1938.7.22  | フィアット CR.32         |               | 部隊共同                             |
| 9          | 1938.7.24  | ユンカース Ju 87         |               | 部隊共同                             |
| 10         | 1938.8.5   | フィアット CR.32         |               | 部隊共同                             |
| 11         | 1938.8.13  | ハインケル He111         | バルセロナ    | ルイス・マルガレフとの共同           |
| 12         | 1938.8.14  | メッサーシュミット Bf109 | ガンデーザ    | M.S.サプロノフとの共同               |
| 13         | 1938.8.28  | フィアット CR.32         |               | 部隊共同                             |
| 14         | 1938.8.28  | フィアット CR.32         |               | 部隊共同                             |
| 15         | 1938.8.23  | メッサーシュミット Bf109 | バルセロナ    | 部隊共同                             |
| 16         | 1938.8.24  | フィアット CR.32         |               | 部隊共同                             |
| 17         | 1938.8.26  | ハインケルHe51           |               | 部隊共同                             |
| 18         | 1938.9.27  | メッサーシュミット Bf109 |               | 部隊共同                             |
| 19         | 1938.10.3  | フィアット CR.32         |               | 部隊共同                             |
| 20         | 1938.10.4  | メッサーシュミット Bf109 |               | 部隊共同                             |
| 21         | 1939.6.22  | 九七式戦闘機             | ブイル湖      | 単独                                 |
| 22         | 1939.6.24  | 九七式戦闘機             | Хуху-Узун-Обо | 単独                                 |
| 23         | 1939.6.26  | 九七式戦闘機             | Ганьчжура     | 単独                                 |
| 24         | 1939.6.26  | 九七式戦闘機             | Ганьчжура     | 単独                                 |
| 25         | 1939.6.26  | 九七式戦闘機             | Ганьчжура     | 部隊共同                             |
| 26         | 1939.7.7   | 九七式戦闘機             |               | 単独                                 |
| 27         | 1939.7.7   | 九七式戦闘機             |               | 単独                                 |
| 28         | 1939.8.21  | 九七式戦闘機             | ホルステン河  | 単独                                 |
| 29         | 1939.8.21  | 九七式戦闘機             |               | 単独                                 |
| 30         | 1939.8.24  | 九七式重爆撃機           |               | A.S.ピスカノ、B.A.スミルノフとの共同 |
| 31         | 1939.8.24  | 九七式戦闘機             |               | 単独                                 |
| 32         | 1939.8.26  | 九七式戦闘機             |               | 単独                                 |
| 33         | 1939.8.26  | 九七式戦闘機             |               | 単独                                 |
| 34         | 1939.8.30  | 九七式戦闘機             | Хамар-Даба    | 単独                                 |

## 栄典
- レーニン勲章
- モンゴル赤旗勲章（ロシア語版）（8月18日）

## 家族
ガリーナ・オルロワとの間にラリサ（1934年3月1日生まれ）とニーナ（1939年、グリツェヴェーツの死後出生）の二人娘がいた。